# Tanner Mayes
Jillian Courtney Glover (Adrian, Míchigan; 31 de mayo de 1989), más conocida como Tanner Mayes, es una exactriz pornográfica de nacionalidad estadounidense.

## Biografía
Tanner Mayes nació en Adrian (Míchigan), siendo descendiente de inmigrantes costarricenses. Debutó en la industria para adultos en el 2008 (a la edad de 19 años), según afirma, fue convencida para entrar en la industria para adultos por la también actriz porno Missy Mae.
Cuando comenzó en la industria, otras modelos teen porn como Tawnee Stone, Jordan Capri, Ariel Rebel y Karla Spice ganaban popularidad, pero a diferencia de ellas (que optaron por sofporn), Mayes opto por el porno duro.  
A finales de noviembre del 2009, comenzó a colaborar con la revista Whack!, para la cual escribió una serie de artículos bajo el nombre de Tanner Mayes’ aDICKtion Issues.

## Premios y nominaciones de la industria erótica
| Año  | Premio       | Categoría                             | Resultado |
| ---- | ------------ | ------------------------------------- | --------- |
| 2009 | Premios CAVR | Starlet of the Year                   | Ganadora  |
| 2010 | Premios XIBZ | Starlet of the Year (People’s Choice) | Ganadora  |